# St. Helena (Sankt Helena)

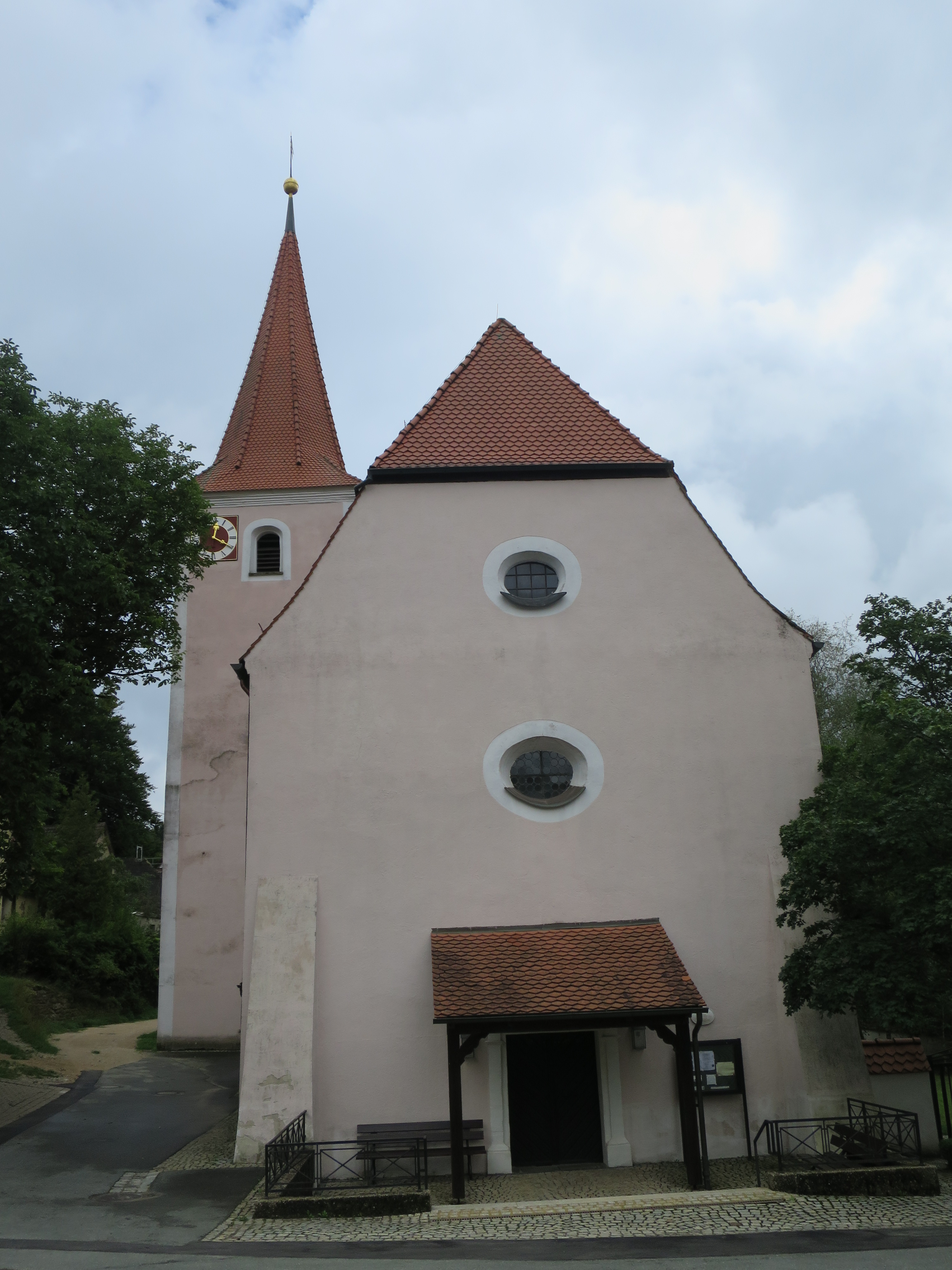
St. Helena (Sankt Helena)

Die denkmalgeschützte, evangelisch-lutherische Pfarrkirche St. Helena steht in Sankt Helena, einem Gemeindeteil der Gemeinde Simmelsdorf im Landkreis Nürnberger Land (Mittelfranken, Bayern). Die Kirche ist unter der Denkmalnummer D-5-74-158-68 als Baudenkmal in der Bayerischen Denkmalliste eingetragen. Die Kirchengemeinde gehört zum Dekanat Gräfenberg im Kirchenkreis Nürnberg der Evangelisch-Lutherischen Kirche in Bayern.
Namensgeber der Kirche ist Helena, die Mutter Konstantins des Großen.

## Beschreibung
Die unteren Geschosse des Chorflankenturms, der Chor und der Ostteil des mit einem Schopfwalmdach bedeckten Langhauses stammen aus der zweiten Hälfte des 15. Jahrhunderts. Der Chorflankenturm wurde 1726 aufgestockt, das oberste Geschoss beherbergt die Turmuhr und den Glockenstuhl, und mit einem achtseitigen Knickhelm bedeckt. Das Langhaus wurde vergrößert und mit barockem Stuck und Deckenmalereien versehen. 
Zur Kirchenausstattung gehört ein geschnitzter Flügelaltar aus dem ausgehenden 15. Jahrhundert. Das holzgeschnitzte Taufbecken stammt aus dem frühen 18. Jahrhundert. Im Innenraum des Langhauses befindet sich an der Südwand neben der Empore die Kanzel mit dem Schalldeckel, an der Nordwand eine zweistöckige Empore. Im Chorbogen hängt ein Triumphkreuz. An der Stirnwand des Chors befindet sich die neugotische Grabkapelle für den 1848 gestorbenen Christoph Wilhelm Friedrich Carl Freiherr von Tucher von Simmelsdorf. 
Die Orgel mit neun Registern, einem Manual und Pedal wurde 1889 von Johannes Strebel in den Prospekt der 1726 von Elias Hößler gebauten Orgel eingebaut.